# Нікуліно (Лукояновський район)
Нікуліно (рос. Никулино) — село в Лукояновському районі Нижньогородської області Російської Федерації.
Населення становить 294 особи. Входить до складу муніципального утворення Большеарська сільрада.

## Історія
Від 2009 року входить до складу муніципального утворення Большеарська сільрада.

## Населення
| 2002 | 2010 |
| ---- | ---- |
| 320  | ↘294 |